# Mitra fastigium
Mitra(Strigatella) fastigium là một loài ốc biển, là động vật thân mềm chân bụng sống ở biển trong họ Mitridae, họ ốc méo miệng.

## Miêu tả
Loài này có kích thước giữa 20 mm and 31 mm

## Phân bố
Chúng phân bố ở Ấn Độ Dương dọc theo Tanzania và vùng bể Mascarene; ở Thái Bình Dương dọc theo New Zealand